# Avissa
Avissa (łac. Avissensis) – stolica historycznej diecezji we Cesarstwie rzymskim w prowincji Afryka Prokonsularna, sufragania metropolii Kartagina. Współcześnie kojarzona z okolicą Henchir-Bour-Aouitta w Tunezji. Obecnie katolickie biskupstwo tytularne. Pierwszym biskupem tytularnym Avissy był Vincent Billington, ówczesny wikariusz apostolski Kampali w Ugandzie. Od 1978 jest zajmowana przez polskich hierarchów. Jako pierwszy objął ją biskup pomocniczy częstochowski Miłosław Kołodziejczyk, a następnie biskup pomocniczy warszawski Piotr Jarecki.

## Biskupi tytularni
| Lp. | Biskup                   | Funkcja                                                                              | Od                | Do               |
| --- | ------------------------ | ------------------------------------------------------------------------------------ | ----------------- | ---------------- |
| 1   | Vincent Billington MHM   | wikariusz apostolski Kampali (Uganda)                                                | 13 maja 1948      | 25 marca 1953    |
| 2   | Alfonso Tóriz Cobián     | biskup koadiutor Chilapy (Meksyk)                                                    | 24 sierpnia 1954  | 12 stycznia 1956 |
| 3   | Geraldo de Morais Penido | biskup pomocniczy Belo Horizonte (Brazylia) biskup koadiutor Juiz de Fora (Brazylia) | 10 marca 1956     | 9 czerwca 1958   |
| 4   | Jaime Schuck OFM         | prałat Cristalândii (Brazylia)                                                       | 25 listopada 1958 | 26 maja 1978     |
| 5   | Miłosław Kołodziejczyk   | biskup pomocniczy częstochowski                                                      | 5 grudnia 1978    | 3 marca 1994     |
| 6   | Piotr Jarecki            | biskup pomocniczy warszawski                                                         | 16 kwietnia 1994  |                  |